# Vuelo de prueba 7 de la Starship
El vuelo de prueba 7 de la Starship fue el séptimo vuelo de prueba de un vehículo de lanzamiento Starship (SpaceX). Los vehículos prototipo que volaron fueron el Ship 33, la primera etapa superior del Bloque 2, y el Booster 14, un vehículo del Bloque 1. Después de haber apoyado el Booster 12 durante el quinto vuelo, el motor #314 voló en el Booster 14. Este fue probablemente el último vuelo de prueba suborbital de Starship, ya que las naves deberán colocarse en órbita terrestre baja (LEO) para ser atrapadas, lo cual está previsto en el vuelo 8.
El vuelo 7 despegó de Texas a las 22:00 UTC (4:00 pm CST, hora local en el sitio de lanzamiento) el 16 de enero de 2025. La FAA concedió una licencia de lanzamiento cubriendo múltiples vuelos de la Starship, incluido el vuelo 7, el 17 de diciembre.

## Historia

### Pruebas del vehículo en previsión al lanzamiento
En este vuelo, voló la nave 33, una Starship del Bloque 2. En octubre de 2024, la Ship 33 se sometió a pruebas criogénicas. Su homólogo, Booster 14, también se sometió a pruebas criogénicas en octubre. El Booster 14 fue desplegado en OLP-1 y realizó con éxito una prueba de giro principal y un disparo estático a principios de diciembre. Luego regresó al sitio de producción para realizar las modificaciones finales previas al vuelo. El buque 33 también se sometió a una combinación de pruebas de centrifugado y fuego estático más tarde en el mes. El 10 de enero, S33 y B14 realizaron un ensayo general húmedo.
Para este lanzamiento, la NASA utilizó un avión Gulfstream V especialmente equipado (N95NA) para capturar imágenes del reingreso de la Starship y su calentamiento máximo. La aeronave se posicionó para observar la nave espacial al emerger sobre el horizonte y aterriar en el Océano Índico oriental en las primeras horas de la mañana. Para garantizar condiciones óptimas de imagen, la aeronave debía volar con las luces exteriores e interiores apagadas. Esto plantea importantes riesgos de seguridad, que requieren una exención de las autoridades de aviación y procedimientos estrictos para evitar que otras aeronaves entren en la trayectoria de vuelo. 
La NASA solicitó una exención acelerada de la Administración Federal de Aviación (FAA) para comenzar los vuelos de práctica sobre el Golfo de México y el suroeste de Texas a principios de diciembre. Posteriormente, el avión voló a Perth, Australia, el 3 de enero para realizar vuelos de práctica adicionales en la zona de aterrizaje real, antes de la prueba de vuelo 7 prevista para el 16 de enero de 2025. La FAA aprobó la exención, la Autoridad de Seguridad de la Aviación Civil de Australia ha indicado su voluntad de respetar la exención, permitiendo tanto los vuelos de práctica como el vuelo de imágenes durante la Prueba de Vuelo 7.

## Perfil de misión
El perfil de la misión para la prueba de vuelo 7 era similar al del lanzamiento anterior, con el objetivo de amerizar en el Océano Índico y al mismo tiempo intentar encender nuevamente el motor en el espacio. Además, se buscaba que desplegara diez "simuladores" Starlink, que también debían reentrar en el Índico. 

### Horario del vuelo
| Tiempo         | Evento                                                                                        | 16 de enero de 2025                                                                        |
| -------------- | --------------------------------------------------------------------------------------------- | ------------------------------------------------------------------------------------------ |
| −01:15:00      | El controlador de vuelo verifica la carga del propulsor                                       | Completado                                                                                 |
| −00:45:54      | Inicio de la carga del oxidante (oxígeno líquido) de la nave                                  | Completado                                                                                 |
| −00:43:00      | Inicio de la carga (metano líquido) de la nave                                                | Completado                                                                                 |
| −00:41:24      | Inicio de la carga (metano líquido) del Super Heavy                                           | Completado                                                                                 |
| −00:35:28      | Inicio del oxidante (oxígeno líquido) del Super Heavy                                         | Completado                                                                                 |
| −00:19:40      | Efriamiento del motor del Super Heavy y la Starship                                           | Completado                                                                                 |
| −00:03:20      | Carga completa del propulsor de la Starship                                                   | Completado                                                                                 |
| −00:02:50      | Carga completa del propulsor del Super Heavy                                                  | Completado                                                                                 |
| −00:00:30      | El controlador de vuelo verifica el lanzamiento                                               | Completado                                                                                 |
| −00:00:10      | Activación del detector de llamas                                                             | Completado                                                                                 |
| −00:00:03      | Encendido del motor del Super Heavy                                                           | Completado                                                                                 |
| +00:00:02      | Lanzamiento                                                                                   | Completado                                                                                 |
| +00:01:02      | Accelereción para max q durante el ascenso (momento de máximo estrés mecánico en el vehículo) | Completado                                                                                 |
| +00:02:32      | La mayoría de motores del Super Heavy se apagan (MECO)                                        | Completado                                                                                 |
| +00:02:40      | Encendido del motor de la Starship y separación de etapas                                     | Completado                                                                                 |
| +00:02:46      | Inicio de la quema de refuerzo del Super Heavy                                                | Completado                                                                                 |
| +00:03:29      | Apagado de la quema de refuerzo del Super Heavy                                               | Completado                                                                                 |
| +00:03:31      | Desecho de la etapa caliente                                                                  | Completado                                                                                 |
| +00:06:26      | El Super Heavy es transónico                                                                  | Completado                                                                                 |
| +00:06:35      | Inicio de la quema de aterrizaje del Super Heavy                                              | Completado                                                                                 |
| +00:06:55      | Apagado de la quema de aterrizaje del Super Heavy y atrapado                                  | Completado                                                                                 |
| +00:08:53      | Apagado del motor de la Starship SECO)                                                        | Fallo Los motores comenzaron a fallar a las T+07:39,se perdió la telemetría a las T+08:26. |
| +00:17:33      | Demostración del despliegue de satélites Starlink                                             | -                                                                                          |
| +00:37:33      | Demostración de la nueva iluminación del Raptor en el espacio                                 | -                                                                                          |
| +00:47:14      | Entrada atmosférica de la Starship                                                            | -                                                                                          |
| +01:03:12      | La Starship es transónica                                                                     | -                                                                                          |
| +01:04:25      | La Starship es subsónica                                                                      | -                                                                                          |
| +01:06:13      | Voltereta de aterrizaje de la Starship                                                        | -                                                                                          |
| +01:06:19      | Quemada de aterrizaje de la Starship                                                          | -                                                                                          |
| +01:06:39      | Aterrizaje de la Starship                                                                     | -                                                                                          |
| Fuente: SpaceX |                                                                                               |                                                                                            |

## Resultado de la misión
Después de 2:14 minutos del lanzamiento, la Ship 33 encendió los seis motores Raptor y se separó del Booster 14. Durante la quema de retroceso, el Booster 14 encendió 12 de sus 13 motores centrales; un motor había abortado a causa de problemas con su sistema de ignición, los cuales se planeaban solucionar en futuros boosters. A pesar de ello, el booster regresó con éxito al lugar de lanzamiento y fue posteriormente atrapado por los brazos en OLP-A, después de realizar una quema de aterrizaje con sus 13 motores centrales. Esto hizo que fuera el segundo booster recuperado con éxito, detrás del Booster 12 en el Vuelo 5.
Durante la quema de ascensión de la Ship, se produjo una serie de paradas en cascada del motor. El primer fallo de motor ocurrió a T+7:39 cuando se paró uno de los motores centrales, seguido del fallo de otro motor central a T+8:02 y un motor Raptor (RVac) contiguo a T+8:04. A T+8:18, otro RVac se paró y para T+8:24, el último motor central ya había fallado. Las transmisiones del vehículo se perdieron a T+8:26, a una altitud de 146 km (91 mi), 27 segundos antes de la parada planeada del motor.  Aproximadamente tres minutos después, la Ship 33 explotó sobre las Islas Turcas y Caicos, causando escombros que ensuciarían las islas del Caribe, Puerto Rico y las Islas Vírgenes Británicas, aparte de súbitos cierres en el espacio aéreo de la región por más de una hora. La FAA ordenó a SpaceX que realizara una investigación del percance, dejando a la Starship en tierra mientras esta estaba en curso.
Después de la misión, el CEO de SpaceX, Elon Musk, estató que una fuga del propulsor era la causa más probable del fallo de la Ship 33: "Las indicaciones preliminares sugieren una brecha de oxígeno o combustible en la cavidad encima del cortafuegos del motor, que fue lo suficientemente substancial como para generar presión más allá de la capacidad de ventilación". El 24 de febrero de 2025, SpaceX estató que "una respuesta armónica varias veces más fuerte en el vuelo que durante las pruebas" probablemente causó un aumento de estrés en el sistema y en las brechas de propulsión de la Starship, resultando en "incendios sostenidos" en la sección de popa del vehículo. La compañía también estató que el Sistema Autónomo de Seguridad de Vuelo se activó y destruyó el vehículo.